# Abimelek

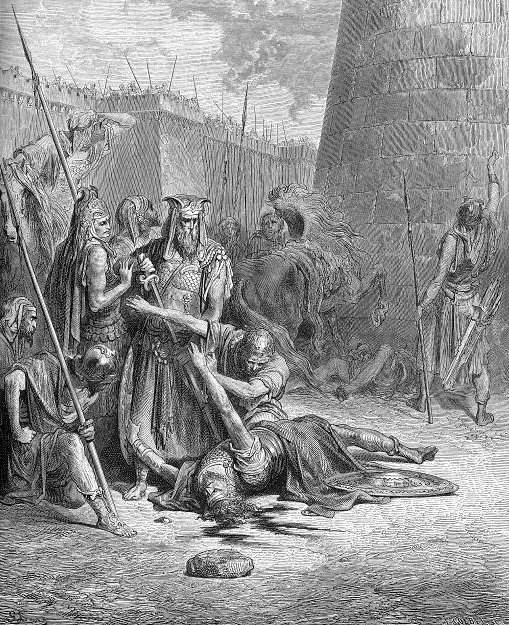
Abimelek halála

Abimelek (héberül אֲבִימֶלֶךְ|אֲבִימָלֶךְ) elterjedt név volt a filiszteus királyok között.
A leghíresebb Abimelek Gerar királya volt, aki a Teremtés könyvében meglévő három anyja–lánya beszélgetésben is szerepel. A Haggada szerint a két ember különböző, az első esetben említett Abimelek a másodikként említett édesapja, s az itteni leírás szerint a fiú eredeti neve Benmelecs volt. Ennek jelentése: a király fia. Később vette fel apja nevét. Abimelek idejében Tyrének egyiptomi kormányzója volt, akit Abimikinek neveztek. E mögött a két név mögött valószínűleg ugyanaz a személy húzódik. Abimilki neve szerepel az amarna-levelekben is. Amikor Ábrahám és Sára Gerárba érkeztek, Ábrahám félt, hogy megölik szép felesége miatt. Ezért azt állította, hogy Sára a nővére. Abimeleknek valóban megtetszett a feltűnően szép asszony, mindjárt magához is akarta venni. Azonban álmot látott, s ebből megtudta, milyen bűnbe sodródott. Magához hívatta Ábrahámot és felelősségre vonta a hazugságért, de ajándékkal megrakodva elbocsátotta. Hasonló történet játszódott le Izsák és felesége Rebeka, illetve Abimelek között egy másik elbeszélésben is (Ter 20,2; 26,8).
A másik Abimelek a Bírák könyvének egyik szereplője. A bibliai elbeszélés szerint Abimelek anyja családjával szövetkezve legyilkolta hetven testvérét és királyságra tört. A testvérgyilkosságot egyedül Jótám élte túl, aki a fák királyválasztásának példázatával fellázította a népet Abimelek ellen. A király haddal indult leverésükre, s az egyik ütközetben életét vesztette: egy asszony Abimelek fejére hajított egy malomkövet és összezúzta a koponyáját (Bir 8,31; 9,1-57).
Egyes kutatók véleménye szerint Abimelek nem is személynév, hanem uralkodói cím.

## Más emberek ezzel a névvel
Gerar királyától eltekintve a Biblia a következő embereket hívja ugyanezen a néven:
- Abimelek (bíró), apja, Gideon után őt nevezték ki királlyá.
- Abiathár fia, Dávid idejében Izrael főpapja. Egy másik szakaszban a név Ahimelek formában jön elő. A legtöbb tudós nézőpontja szerint ez sokkal helyesebb alak.
- Gát királya, akit Acsism, Abimelek vagy Ahimnelek néven is megemlítenek.